# Welcome to the Hood
Welcome to the Hood (englisch für „Willkommen in der Nachbarschaft“) ist das 16. Soloalbum des deutschen Rappers King Orgasmus One. Es erschien am 21. September 2018 über das Label I Luv Money Records und wird von Soulfood vertrieben. Das Album wurde als Standard-Edition und Boxset, inklusive Instrumentals und Best of Mixtape veröffentlicht. Mit Welcome to the Hood erreichte der Rapper erstmals die Charts.

## Produktion
Die Lieder des Albums wurden von den Musikproduzenten Ed Gein, Jason Wallez, Frauenarzt, KD-Beatz, Aside und Edik One produziert.

## Covergestaltung
Das Albumcover ist in Schwarz-weiß gehalten und zeigt King Orgasmus One, der einen schwarzen Hoodie und eine Sonnenbrille trägt. Mit der rechten Hand zeigt er ein W-Zeichen für Westberlin. Links unten im Bild befinden sich die weiß-roten Schriftzüge King Orgasmus One und Welcome to the Hood. Am oberen Bildrand steht zudem der Schriftzug I Luv Money Records Präsentiert in Weiß.

## Gastbeiträge
Auf elf der 19 Titel des Albums treten neben King Orgasmus One weitere Künstler in Erscheinung. Dies sind vorwiegend Rapper aus seinem Berliner Umfeld. So ist Bass Sultan Hengzt am Titelsong Welcome to the Hood beteiligt, während Silla auf Quantanamo zu hören ist. B-Tight hat einen Gastauftritt beim Track Blow, und Frauenarzt unterstützt King Orgasmus One auf Geil für immer. Die Rapper Finch Asozial und MC Bomber sind auf dem Lied Jacksons vertreten, während der Song Necronomicon eine Zusammenarbeit mit MC Basstard darstellt. Das Stück Cadillac ist eine Kollaboration mit Sha-Karl und Plätter Pi, und auf Ready to Fuck hat Rhymin Simon einen Gastbeitrag. In Hood Talk Skit ist Sanchez zu hören, und auf Maschinegun Rap arbeitet King Orgasmus One mit dem Rapper Fäbson zusammen. Zudem ist die Sängerin J.A.N.A auf Perfect Day vertreten.
Auf dem Best of Mixtape des Boxsets sind des Weiteren Gastbeiträge von Silla, Bex, Sha-Karl, Ocram, Zahni und Steff enthalten.

## Titelliste
| #  | Titel               | Gastmusiker              | Länge |
| -- | ------------------- | ------------------------ | ----- |
| 1  | Intro               |                          | 1:08  |
| 2  | Schlagstock Sound   |                          | 3:23  |
| 3  | Undercover Gee      |                          | 2:39  |
| 4  | Necronomicon        | MC Basstard              | 3:29  |
| 5  | Murderer            |                          | 2:47  |
| 6  | Welcome to the Hood | Bass Sultan Hengzt       | 3:52  |
| 7  | Quantanamo          | Silla                    | 3:00  |
| 8  | Hood Talk Skit      | Sanchez                  | 0:53  |
| 9  | Blow                | B-Tight                  | 3:41  |
| 10 | Maschinegun Rap     | Fäbson                   | 3:13  |
| 11 | Real Motherfucker   |                          | 2:56  |
| 12 | Jacksons            | Finch Asozial, MC Bomber | 3:57  |
| 13 | Sell Out Skit       |                          | 0:22  |
| 14 | Sugar Daddy         |                          | 2:45  |
| 15 | Geil für immer      | Frauenarzt               | 2:49  |
| 16 | Ready to Fuck       | Rhymin Simon             | 2:39  |
| 17 | Cadillac            | Sha-Karl, Plätter Pi     | 4:07  |
| 18 | Perfect Day         | J.A.N.A                  | 2:59  |
| 19 | Outro               |                          | 1:14  |

Best of Mixtape des Boxsets
| #  | Titel            | Gastmusiker          | Länge |
| -- | ---------------- | -------------------- | ----- |
| 1  | What da Fuck     |                      | 2:45  |
| 2  | I Kill Haters    |                      | 1:58  |
| 3  | Feuerhagel       | Silla                | 2:53  |
| 4  | Pon di Block     | Ocram                | 2:44  |
| 5  | Fuck You RMX     | Sha-Karl, Silla, Bex | 4:44  |
| 6  | Fuck Love        |                      | 2:50  |
| 7  | Real Life        | Bex                  | 3:13  |
| 8  | Mein Schmerz     | Zahni                | 5:17  |
| 9  | Kokain           |                      | 3:08  |
| 10 | Mit 16 J.        |                      | 2:25  |
| 11 | Analyse RMX 2018 |                      | 2:58  |
| 12 | Time to Go RMX   | Steff                | 3:30  |

## Chartplatzierungen und Singles
Welcome to the Hood stieg am 28. September 2018 für eine Woche auf Platz 5 in die deutschen Albumcharts ein. Es ist somit das erste Album, mit dem der Rapper die deutschen Charts erreichte. Auch in Österreich und der Schweiz konnte sich King Orgasmus One erstmals in den Charts platzieren und belegte Rang 30 bzw. 87.
Am 6. Juli 2018 wurde der Song Murderer als erste Single veröffentlicht. Die zweite Auskopplung Schlagstock Sound folgte am 10. August, bevor am 31. August 2018 das Lied Jacksons erschien. Am Erscheinungstag des Albums wurde zudem der Song Geil für immer ausgekoppelt. Zu allen Singles wurden auch Musikvideos gedreht.

## Rezeption
| Professionelle Bewertungen | Professionelle Bewertungen |
| -------------------------- | -------------------------- |
| Kritiken                   |                            |
| Quelle                     | Bewertung                  |
| laut.de                    | [ 4 ]                      |

Dominik Lippe von laut.de bewertete Welcome to the Hood mit drei von möglichen fünf Punkten. Das Album bewege sich inhaltlich „zwischen Koitus und Kokain auf Orgis wohlbekanntem Terrain,“ mit teils „herrlich stumpfen“ Texten, und sei auch musikalisch „fest im Jahr 2001 verankert.“ Lediglich auf dem Song Perfect Day werde King Orgasmus One erstmals in seiner Karriere wirklich persönlich und zeige, dass sich „hinter der stellenweise zynischen, stellenweise sexistischen Fassade ein enttäuschter, bisweilen trauriger Mensch, der mit sich selbst ins Reine kommen musste,“ verberge.